# The Woodlands (Philadelphie)
Pour les articles homonymes, voir Cimetière boisé.
The Woodlands est un district des monuments historiques nationaux sur la rive ouest de la rivière Schuylkill à Philadelphie. Il comprend une maison de maître de style fédéral, une remise à calèches et une écurie, un jardin qui, en 1840, a été transformé en cimetière paysager victorien avec un arboretum de plus de 1000 arbres. Plus de 30 000 personnes sont enterrées dans le cimetière.

## Domaine Hamilton (1735-1840)
Le terrain qui deviendra The Woodlands (les bois) est à l'origine une étendue de 250 acres (1 km2) dans le canton Blockley sur la rive ouest de la rivière Schuylkill. Il est acheté en 1735 par le célèbre avocat de Philadelphie Andrew Hamilton.
Lorsque Hamilton décède en 1741, il lègue ses terres à son fils, également nommé Andrew. Le fils survit à son père pendant six ans seulement, mais dans ce laps de temps, il augmente ses avoirs fonciers suffisamment pour laisser un domaine de 300 acres (1,2 km2) à son propre fils, William Hamilton (1745-1813), qui l'acquiert à l'âge de vingt-et-un ans. William construit une demeure de style géorgien avec un grand portique à deux étages donnant sur la rivière au-dessus de Gray's Ferry. À la suite d'un voyage en Angleterre après la guerre d'indépendance, Hamilton double la taille de l'habitation, créant un manoir de 16 pièces avec les cuisines et les salles de service au rez de chaussée fenêtré. Le manoir de Woodlands reconstruit devient l'une des plus grandes réalisations architecturales sur le sol américain du XVIIIe siècle, reconnue comme un des meilleurs exemples de goût anglais et annonciateurs des tendances de l'architecture au siècle suivant.
Hamilton est un botaniste actif, et son domaine et ses serres s'accroissent pour contenir plus de 10 000 espèces de plantes, y compris les premiers spécimens introduits en Amérique de ginkgo biloba, de mûrier à papier, d'érable sycomore, d'ailanthus, du zelkove du Caucase, et du peuplier noir ainsi que les plantes cultivées à partir de graines récoltées au cours des expéditions de Lewis et Clark, en particulier l'orange des Osages (Maclura pomifera). Hamilton rassemble et échange aussi de nombreuses plantes indigènes avec ses amis et voisins, la famille de botanistes Bartram, du jardin Bartram à proximité.
À un moment, le domaine couvre 600 acres (2,4 km2) et s'étend de la rivière Schuylkill à ce qui est maintenant la Market Street au nord et la 42e rue à l'ouest et le village incorporé d'Hamilton.

## Cimetière (1840-1960)

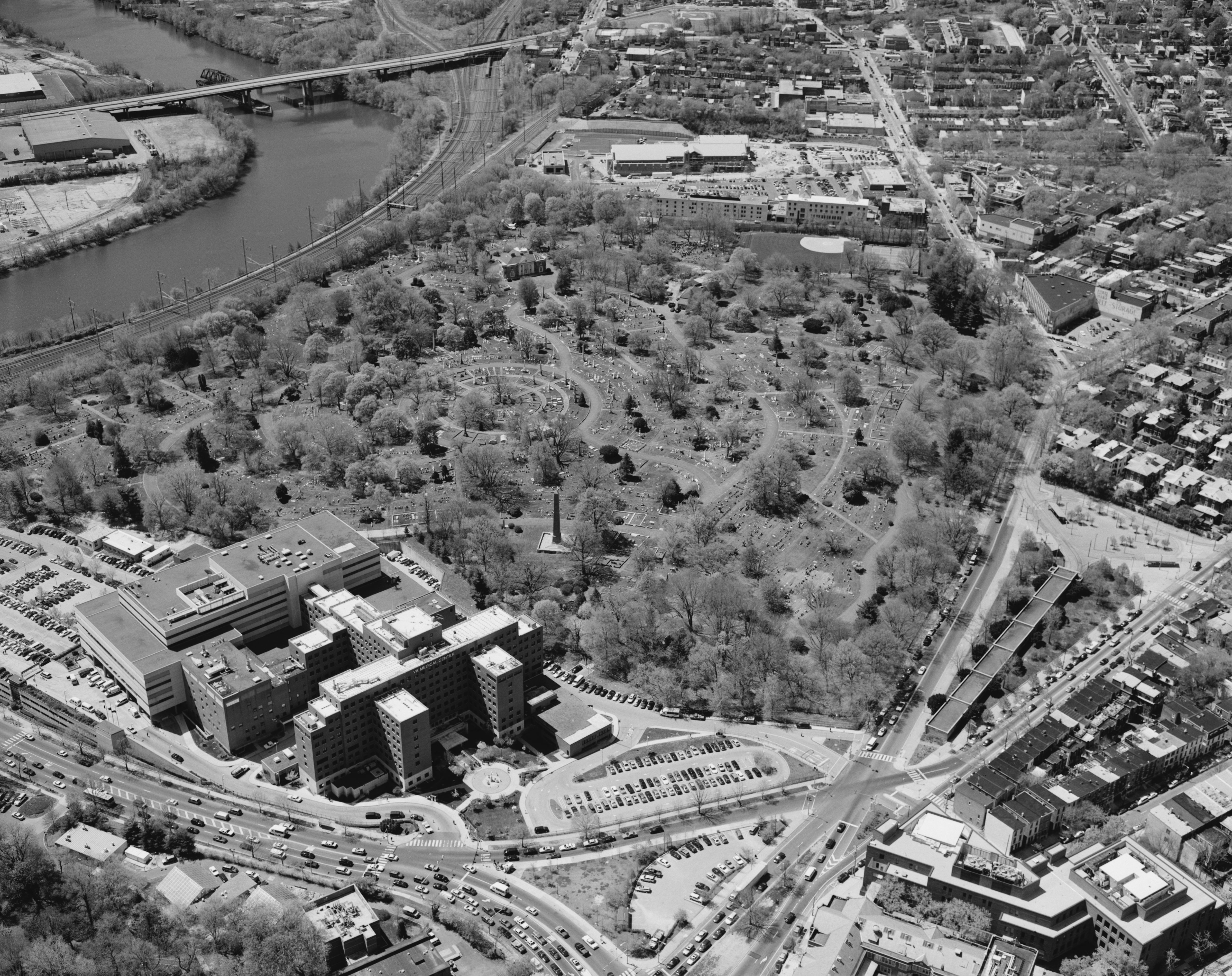
Vue aérienne vers l'ouest, 2003, par Jack Boucher. La rivière Schuylkill, dans le coin supérieur gauche, est traversée par le pont de Gray's Ferry. L'université des sciences est en haut, et l'université de Pennsylvanie en bas.

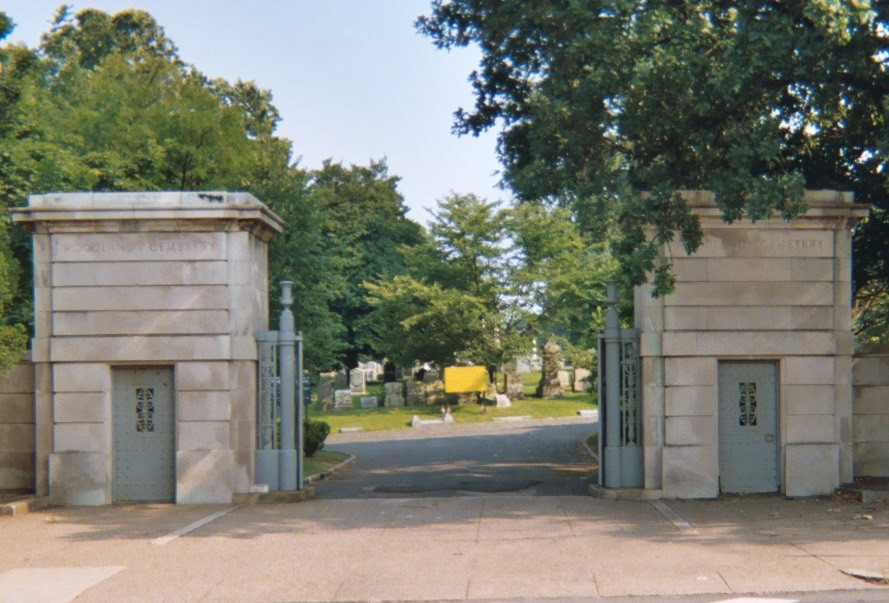
Porte de Woodlands conçue par Paul Philippe Cret

Après la mort de Hamilton en 1813, ses héritiers vendent une grande partie du domaine de Woodlands pour un projet institutionnel et résidentiel. Au cours du premier quart du 19e siècle, le district ouest de Philadelphie devient une banlieue chic. Afin de sauver le cœur du domaine de Hamilton, en 1840, la société du cimetière de Woodlands de Philadelphie achète les 92 acres (37,231079064 ha) restants, qui comprennent le manoir, la remise à calèches, la serre et la serre chaude, ainsi que de vastes plantations. Les fondateurs concluent que le lieu isolé de Woodlands, sa collection d'arbres exotiques et sa vue imprenable sur la rivière Schuylkill est un site idéal pour un cimetière paysager[réf. nécessaire]. John McArthur, Jr conçoit l'architecture de l'entrée, qui a été démolie en 1936.
Comme à son concurrent au nord, le cimetière de Laurel Hill, les administrateurs de Woodlands stimule la croissance initiale du cimetière grâce à l'inhumation d'une célébrité : l'amiral David Porter. Son corps, enterré initialement dans le cimetière de l'asile naval de Philadelphie, est ré-inhumé à Woodlands, en 1845. D'ici à la moitié du siècle, Woodlands est en plein essor et attire beaucoup de d'industriels, de professionnels de la santé, d'artistes, d'écrivains, et d'anciens combattants célèbres de Philadelphie.
En 1853, le terrain le long de la rivière est vendu aux chemins de fer de West Chester et Philadelphie, qui y construit une ligne de chemin de fer. Au cours du siècle suivant, les autres chemins de fer, en particulier le chemin de fer de Pennsylvanie, ajoutent des voies (aujourd'hui, huit voies le long de l'ancien terrain de Woodlands, servant les passagers des trains de l'Amtrak, le fret de Conrail, et l'aéroport SEPTA.).

## Utilisation moderne (1960-)

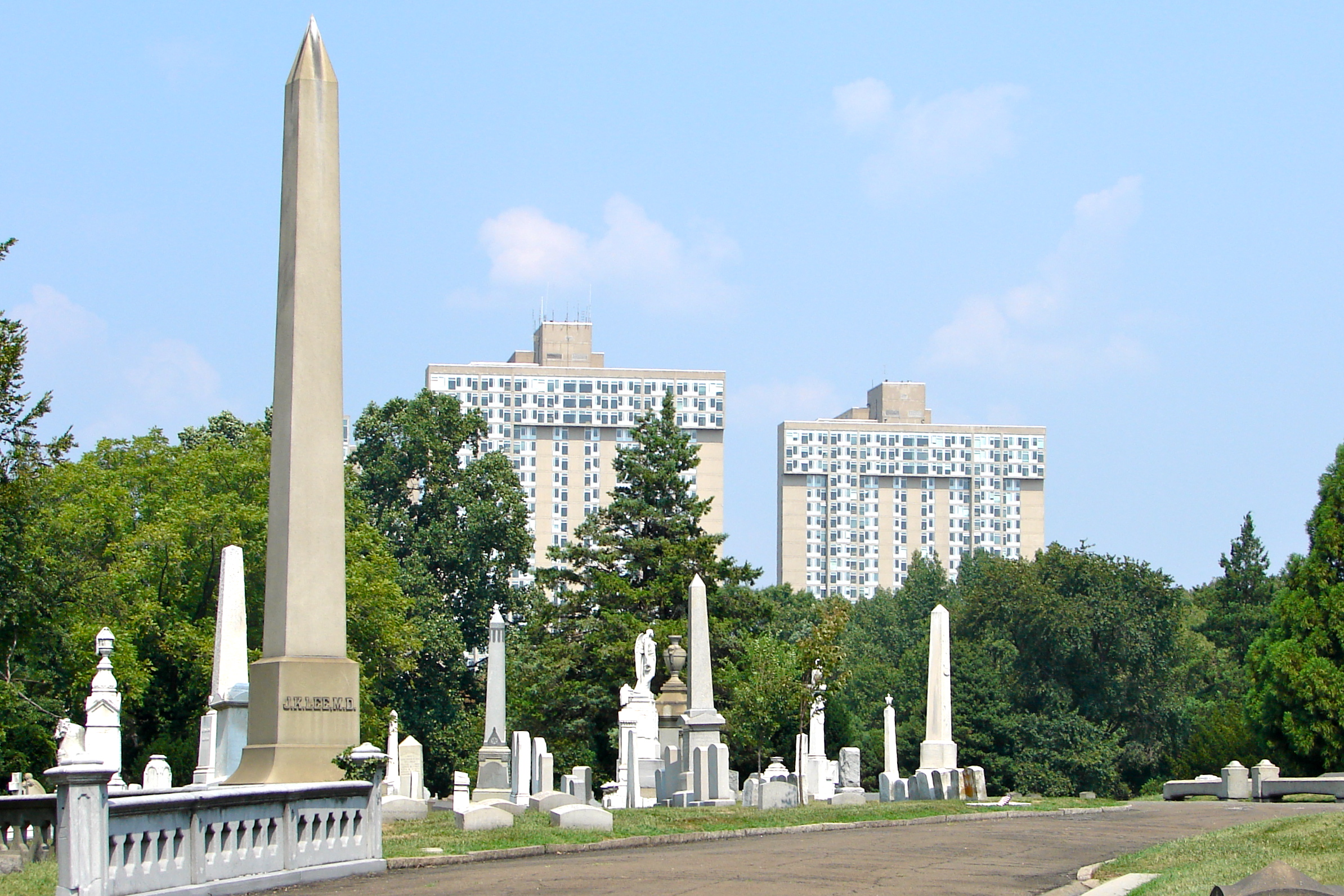
Vue vers l'est, vers l'université de Pennsylvanie

Le domaine de Woodlands est inscrit comme lieu historique national en 1967. En 2006, le cimetière et d'autres structures sur le site sont ajoutés pour former un district des monuments historiques nationaux.
Aujourd'hui, la société du cimetière de Woodlands de Philadelphie existe comme une société à but non lucratif qui favorise les pratiques funéraires à la fois traditionnelles et actuelles  sur ses 54 acres (21,853024668 ha) de terrain de la ville universitaire. La société est soutenue par le Woodlands Trust pour la conservation historique, une société à but non lucratif, destinée à la préservation et à la promotion du cimetière, du manoir, et de l'arboretum, en tant que paysage culturel entre l'université de Pennsylvanie et de l'université des sciences de Philadelphie.
Les voies et allées du cimetière et du manoir de forment  la piste récréative du patrimoine national de Woodlands, faisant partie du programme des pistes récréatives nationales. Le cimetière comprend un système de routes en boucle émanant d'un cercle central pavé avec une circulation rare de véhicules à moteur, maintenant la tranquillité du terrain pour le vélo, la course à pied et la marche. Il y a aussi une route non asphaltée chemin qui entoure le périmètre du terrain qui est un circuit populaire pour les promeneurs de chien et les coureurs de la ville universitaire. Les chiens tenus en laisse sont autorisés sur le terrain, qui est d'accès libre et ouvert au public, de l'aube au crépuscule. Le cimetière abrite également un jardin et un rucher communautaires.

## Sépultures notables
- John Joseph Abercrombie (1798–1877), général de la guerre de Sécession[7]
- Timothy Shay Arthur (1809–1885), auteur, fondateur du Arthur's Home Magazine[7]
- Hartman Bache (1798–1872), brigadier général breveté de l'Union de la guerre de Sécession
- Anthony Joseph Drexel Biddle, Sr. (1875–1948), auteur, aventurier, l'homme qui a inspiré la pièce et le film The Happiest Millionaire[7]
- Anthony Joseph Drexel Biddle, Jr. (1897–1961), diplomate (cénotaphe)[7]
- David B. Birney (1825–1864), major général de l'Union de la guerre de Sécession[7]
- Sylvester Bonnaffon, Jr. (1844–1922), récipiendaire de la médaille d'honneur de la guerre de Sécession
- Benjamin Harris Brewster (1816–1888), secrétaire de cabinet de la présidence[7]
- Henry Grier Bryant (1859–1932), explorateur
- William Bucknell (1811-1890), financier, philanthrope, bienfaiteur de l'université Bucknell
- William Christian Bullitt (1891–1967), diplomate, journaliste, et romancier[7]
- James Hepburn Campbell (1820–1895), membre du congrès des États-Unis
- Joseph A. Campbell (1817–1900), homme d'affaires, fondateur de la Campbell Soup Company[7]
- Edward Coles (1786–1868), deuxième gouverneur de l'Illinois, secrétaire privé des présidents Thomas Jefferson et James Madison
- Elliott Cresson (1796–1854), philanthrope[7]
- Paul Philippe Cret (1876–1945), architecte, a conçu la porte principale de Woodlands[7]
- Thomas Cripps (1840–1906), récipiendaire de la médaille d'honneur de la guerre de Sécession
- George H. Crosman (1799–1882), major général breveté de la guerre de Sécession
- Jacob Mendes Da Costa (1833–1900), chirurgien[7]
- Francis Martin Drexel (1792–1863), banquier de Philadelphie, ancêtre de la dynastie bancaire des Drexel[7]
- Anthony J. Drexel (1826–1893), fondateur de l'université Drexel[7]
- Joseph William Drexel (1833–1888), banquier, administrateur du Metropolitan Museum of Art et du U.S. National Academy of Sciences, et directeur du Metropolitan Opera[7]
- Francis Anthony Drexel (1824–1885), banquier, père de Catherine Drexel[7]
- Susan Eakins (1851–1938), artiste, épouse de Thomas Eakins[7]
- Thomas Eakins (1844–1916), artiste[7]
- John Ely (1816–1869), major général breveté de l'Union de la guerre de Sécession
- Thomas W. Evans (1823–1897), dentiste[7]
- Wilson Eyre (1858–1944), architecte[7]
- Clement Finley (1797–1879), chirurgien en chef nordiste, promu général
- Alice Fisher (1839–1888), infirmière pionnière de l'ancien Hôpital général de Philadelphie[7]
- Sidney George Fisher (1809–1871) avocat, fermier, essayiste politique[7]
- John Fraser (1825–1906), architecte[7]
- Samuel David Gross (1805–1884), pionnier de la médice[7]
- James Gwyn (1828–1906), major général breveté de la guerre de Sécession
- Ferdinand Vandeveer Hayden (1829–1887), géologue[7]
- Charles Herring (1829–1889), brigadier-général nordiste
- Edward W. Heston (1745–1824), sénateur de l'État de Pennsylvanie et colonel guerre d'indépendance, fondateur et parrain de Hestonville
- Eliza Hewitt (1851–1920), institutrice et compositrice de chants religieux
- Henry Horn (1786–1862), membre du congrès des États-Unis
- Charles Jared Ingersoll (1782–1862), membre du congrès des États-Unis
- William Williams Keen (1837–1932), premier chirurgien du cerveau des États-Unis[7]
- John Lane (1831–1903), brigadier general breveté de la guerre de Sécession
- Ellis Lewis (1798–1871), juge suprême de Pennsylvanie
- James Barton Longacre (1794–1869), graveur[7]
- Silas Weir Mitchell (1829–1914), médecin et écrivain[7]
- Samuel Moore (1774–1861), membre du congrès des États-Unis
- Anna Claypoole Peale (1791–1878), peintre américaine de miniatures, fille de James Peale
- Rembrandt Peale (1778–1860), artiste[7]
- Jane Piper (1916-1991), artiste
- Eli Kirk Price (1797–1884), avocat, sénateur de l'État[7]
- Eli Kirk Price II (1860–1933), avocat[7]
- Lewis Redner (1831–1908), organiste, compositeur, a écrit la musique pour le poème de Phillips Brooks "O Little Town of Bethlehem"[7]
- William Rush (1756–1833), sculpteur[7]
- John Scott (1824–1896), sénateur des États-Unis
- Thomas Alexander Scott (1823–1881), president du chemin de fer de Pennsylvanie[7]
- Jessie Willcox Smith (1863–1935), illustrateur[7]
- Charles Stewart (1778–1869), officier naval[7]
- Frank R. Stockton (1834–1902), auteur de "The Lady or the Tiger?" et d'autres contes[7]
- Edward T. Stotesbury (1849–1938), partenaire célèbre du J.P. Morgan & Co. et de sa filiale de Philadelphie Drexel & Co. pendant plus de 55 ans[7]
- William Moseley Swain (1809–1868), journaliste[7]
- James Thompson (1806–1874), membre du congrès des États-Unis
- John Edgar Thomson (1808–1874), ingénieur civil, cadre ferroviaire et industriel[7]
- Ida Waugh (1846-1919), illustratrice, et son père Samuel Waugh (1814-1885), peintre du XIXe siècle américaine de portraits, paysages et de panoramas. Les sujets de ses portraits comprennent le président Abraham Lincoln et Ulysses S. Grant.
- Rufus Welch (1800–1855), impresario de cirque[7]
- Asa Whitney (1797–1872), magnat ferroviaire[7]
- Alan Wood, Jr., membre du congrès des États-Unis
- Horatio Curtis Wood (1841–1920), médecin[7]